# Ommatoiulus hispanicus
Ommatoiulus hispanicus är en mångfotingart som först beskrevs av Karl Wilhelm Verhoeff 1910.  Ommatoiulus hispanicus ingår i släktet Ommatoiulus och familjen kejsardubbelfotingar. Inga underarter finns listade i Catalogue of Life.